# ده سد
دهسد، روستایی از توابع بخش قره چای شهرستان خنداب در استان مرکزی ایران است.

## جمعیت
این روستا در دهستان جاورسیان قرار دارد و براساس سرشماری مرکز آمار ایران در سال ۱۳۸۵، جمعیت آن ۸۴۳ نفر (۲۵۸خانوار) بوده‌است.